# بینگ لیو
بینگ لیو (انگلیسی: Bing Liu؛ زادهٔ ۱۹۸۹ (۳۵–۳۶ سال)) فیلم‌بردار و کارگردان اهل چینی-آمریکایی است. مستند او با نام مراقب شکاف بودن (۲۰۱۸) در نود و یکمین دوره جوایز اسکار نامزد جایزه بهترین فیلم مستند شده است.